# Heal
Heal —en español: Sanar— es el álbum debut de la cantante pop sueca Loreen lanzado el 24 de octubre de 2012 por la discográfica Warner Music Sweden. El álbum se grabó entre 2010 y 2012. La portada oficial del álbum fue lanzada el 1 de octubre de 2012.
Según Samesame.com.au, musicalmente, el álbum es una "ruptura catártica hasta ser un álbum [...] la salvación que ofrece para momentos diferentes." También es una "mezcla de una eurodance muchedumbre-agradable en sus candidatos individuales obvios y más destilado, con sonidos relajantes." Tras su lanzamiento, el álbum recibió críticas generalmente favorables de los críticos musicales. En mayo de 2013, lanzó la versión del álbum llamada Heal (Edition 2013) con una nueva lista de sencillos.

## Recepción crítica
Tras su lanzamiento, Heal ha recibido comentarios positivos de los críticos de música. ScandiPop.co.uk fueron muy positivos en su opinión, escribiendo: "Así que todo está bien – Estamos tan felices como campistas". Elogiaron las canciones dance más listos en el álbum, mientras que el criticado de las canciones de baladas, al afirmar que "a pesar de que no se lo recomendaría a juzgar el álbum demasiado en lo que se escucha en estos, no son realmente la mejor representación de cualquiera de las canciones ". Samesame.com.au también fueron positivos. Afirmaron que "Heal es una mezcla de fascinación de dance pop pulsante que se siente más útil de lo que uno podría esperar de un proveedor emergente de Eurovisión".
| length4 = 3:33
| title5  = Crying Out Your Name
| writer5 = Denebi, Ana Díaz, Niklas Jarl, Gino Yonan, Svante Halldin, Jakob Hazell
| length5 = 3:38
| extra5 = SeventyEight
| title6  = Do We Even Matter
| writer6 = Loreen, Moh Denebi, Björn Djupström
| length6 = 4:04
| extra6 = Tortuga
| title7  = Sidewalk
| writer7 = Loreen, Frelin, Djupström, Adam Baptiste
| length7 = 4:11
| extra7 = Tortuga
| title8  = Sober
| writer8 = Loreen, Denebi, Djupström, Ali Payami
| length8 = 3:37
| extra8 = Robin Rocks & Rubio
| title9  = If She’s the One
| writer9 = Loreen, Denebi, Djupström
| length9 = 4:02
| extra9 = Moh Denebi
| title10 = Breaking Robot
| writer10 = Loreen, Denebi, Djupström, Payami
| length10 = 3:29
| extra10 = Moh Denebi
| title11 = See You Again
| writer11 = Loreen, James "JHart" Abrahart, Oh Hush!
| extra11 = J Mike, MadMax
| length11 = 3:58
| title12 = Heal
| note12  = feat. Blanks
| writer12 = Yonan, Denebi, Peter Cartriers
| length12 = 4:39
| extra12 = Blanks
}}

| Bonus tracks |                                       |                |          |  |
| N.º          | Título                                | Escritor(es)   | Duración |  |
| 13.          | «Euphoria» (single version)           | G:son, Boström | 3:01     |  |
| 14.          | «Euphoria» (acoustic guitar version)  | G:son, Boström | 3:42     |  |
| 15.          | «Euphoria» (acoustic strings version) | G:son, Boström | 4:39     |  |

| 2013: edition |                               |                                            |                       |          |  |
| N.º           | Título                        | Escritor(es)                               | Productor(es)         | Duración |  |
| 1.            | «We Got the Power»            | Ester Dean, Geoff Earley                   | Patrik Berger         | 3:27     |  |
| 2.            | «My Heart Is Refusing Me»     | Loreen, Denebi, Djupström                  | SeventyEight          | 3:43     |  |
| 3.            | «Everytime»                   | Berg, Sveen, Eriksrud, Frelin              | Simen & Espen         | 4:56     |  |
| 4.            | «Euphoria»                    | G:son, Boström                             | Boström, SeventyEight | 3:33     |  |
| 5.            | «Crying Out Your Name»        | Denebi, Diaz, Jarl, Yonan, Halldin, Hazell | SeventyEight          | 3:38     |  |
| 6.            | «Do We Even Matter»           | Loreen, Denebi, Djupström                  | Tortuga               | 4:04     |  |
| 7.            | «Sidewalk»                    | Loreen, Frelin, Djupström, Baptiste        | Tortuga               | 4:11     |  |
| 8.            | «Sober»                       | Loreen, Denebi, Djupström, Payami          | Robin Rocks & Rubio   | 3:37     |  |
| 9.            | «If She’s the One»            | Loreen, Denebi, Djupström                  | Denebi                | 4:02     |  |
| 10.           | «Breaking Robot»              | Loreen, Denebi, Djupström, Payami          | Denebi                | 3:29     |  |
| 11.           | «In My Head»                  | Loreen, Denebi, Djupström                  | Tortuga               | 4:25     |  |
| 12.           | «Heal» (feat. Blanks)         | Yonan, Denebi, Peter Cartriers             | Blanks                | 4:39     |  |
| 13.           | «Euphoria» (acoustic version) | G:son, Boström                             |                       | 4:10     |  |
| 51:54         |                               |                                            |                       |          |  |

## Ventas y certificaciones
| País   | Organismo certificador | Certificación | Ventas |
| ------ | ---------------------- | ------------- | ------ |
| Suecia | Suecia (GLF)           | Platino       | 40 000 |

## Charts
| Lista (2012)                    | Posición peak |
| ------------------------------- | ------------- |
| Austrian Albums Chart           | 26            |
| Belgian Albums Chart (Flanders) | 21            |
| Belgian Albums Chart (Valonia)  | 85            |
| Canadian Hot 100                | 29            |
| Danish Albums Chart             | 12            |
| Dutch Albums Chart              | 16            |
| Estonian Albums Chart           | 5             |
| Finnish Albums Chart            | 6             |
| Norwegian Albums Chart          | 6             |
| French Digital Albums Chart     | 53            |
| German Albums Chart             | 16            |
| Spanish Albums Chart            | 23            |
| Swedish Albums Chart            | 1             |
| Swiss Albums Chart              | 7             |
| UK Albums Chart                 | 71            |
| UK Digital Albums Chart         | 36            |

## Historial de lanzamiento
| Regiones     | Datas                   | Formato(s)                      | Discográfica(s)     |
| ------------ | ----------------------- | ------------------------------- | ------------------- |
| Suecia       | 24 de octubre de 2012   | CD, descarga digital            | Warner Music Sweden |
| Noruega      | 24 de octubre de 2012   | CD, descarga digital            | Warner Music Sweden |
| Finlandia    | 24 de octubre de 2012   | CD, descarga digital            | Warner Music Sweden |
| Alemania     | 26 de octubre de 2012   | CD, descarga digital            | Warner Music Sweden |
| Bélgica      | 26 de octubre de 2012   | CD, descarga digital            | Warner Music Sweden |
| Países Bajos | 26 de octubre de 2012   | CD, descarga digital            | Warner Music Sweden |
| Reino Unido  | 29 de octubre de 2012   | CD, descarga digital            | Warner Bros.        |
| Irlanda      | 29 de octubre de 2012   | CD, descarga digital            | Warner Bros.        |
| Canadá       | 30 de octubre de 2012   | CD, descarga digital            | Warner Music Sweden |
| España       | 12 de noviembre de 2012 | CD, descarga digital            | Warner Music Sweden |
| Japón        | 21 de noviembre de 2012 | CD, descarga digital            | Warner Music Sweden |
| Mundial      | 31 de mayo de 2013      | Descarga digital (edición 2013) | Warner Music Sweden |